# 欧洲足联五十周年纪念奖
欧洲足联五十周年纪念奖（英語：UEFA Jubilee Awards）是为了纪念歐洲足球協會聯盟（UEFA）2004年成立50周年而设立的奖项。欧洲足联的52个成员选出自己协会在过去50年（1954年－2003年）最杰出的一名球员，这52名球员即获得欧洲足联五十周年纪念奖，被称为“黄金球员”。这个52人名单在2003年11月公布，并被位于瑞士尼翁的欧足联总部承认。

## 名单
获得欧洲足联五十周年纪念奖的球员名单如下：
- 阿尔巴尼亚 – 帕纳约特·帕诺
- 安道尔 – 科尔多
- 亚美尼亚 – 霍里安·奥加内希扬
- 奥地利 – 赫尔伯特·普罗哈斯卡
- 阿塞拜疆 – 阿纳托利·巴尼舍夫斯基
- 白俄罗斯 – 谢尔盖·阿列尼科夫
- 比利时 –
- 波黑 – 萨菲特·苏西奇
- 保加利亚 –
- 克罗地亚 –
- 塞浦路斯 – 索蒂里斯·凯亚法斯
- 捷克 – 约瑟夫·马索普斯特
- 丹麦 –
- 英格兰 –
- 爱沙尼亚 – 马特·普姆
- 法罗群岛 – 亚伯拉罕·洛金
- 芬兰 –
- 法国 –
- 格鲁吉亚 – 穆尔塔兹·库尔奇拉瓦
- 德国 –
- 希腊 – 瓦西里斯·哈奇帕纳吉斯
- 匈牙利 –
- 冰岛 – 阿斯盖尔·希古尔文森
- 爱尔兰 –
- 以色列 – 摩尔德查伊·斯皮格勒
- 意大利 –
- 哈萨克斯坦 – 叶甫格尼·亚罗温科/谢尔盖·科沃切金[1]
- 拉脱维亚 – 阿列克桑德斯·斯塔尔科弗斯
- 列支敦士登 – 赖纳·哈斯勒
- 立陶宛 – 阿尔米纳斯·纳尔贝科瓦斯
- 卢森堡 – 路易斯·皮尔洛特
- 马其顿 – 达尔科·潘采夫
- 马耳他 – 卡尔迈勒·布苏蒂尔
- 摩尔多瓦 – 帕维尔·查巴努
- 荷兰 –
- 北爱尔兰 – /[1]
- 挪威 – 鲁恩·布拉塞特
- 波兰 – 沃齐米日·卢班斯基
- 葡萄牙 – 尤西比奧
- 罗马尼亚 –
- 俄罗斯 –
- 圣马力诺 – 马西莫·博尼尼
- 苏格兰 –
- 塞尔维亚 – 德拉甘·扎伊奇
- 斯洛伐克 – 扬·波普鲁哈
- 斯洛文尼亚 – 布兰科·奥布拉克
- 西班牙 –
- 瑞典 –
- 瑞士 –
- 土耳其 –
- 乌克兰 –
- 威尔士 – 约翰·查尔斯